# Yulianny Orellana
Yulianny Orellana (ur. 4 maja 1978) – wenezuelska zapaśniczka w stylu wolnym. Zajęła siódme miejsce na mistrzostwach świata w 2000. Srebrna medalistka mistrzostw panamerykańskich w 2000 roku.